# Sušice (district de Přerov)
Pour les articles homonymes, voir Sušice.
Sušice (en allemand : Suschitz) est une commune du district de Přerov, dans la région d'Olomouc, en République tchèque. Sa population s'élevait à 328 habitants en 2020.

## Géographie
Sušice se trouve à 7 km au nord-est de Přerov, à 24 km au sud-est d'Olomouc et à 233 km à l'est-sud-est de Prague.
La commune est limitée par Osek nad Bečvou et Oldřichov au nord, par Hlinsko à l'est, par Pavlovice u Přerova au sud-est et au sud, et par Radslavice à l'ouest.

## Histoire
La première mention écrite de la localité date de 1160.

## Transports
Par la route, Sušice se trouve à 8,5 km de Přerov, à 33 km d'Olomouc et à 296 km de Prague.